# Ismet Lushaku
Ismet Lushaku (Eskilstuna, 22 settembre 2000) è un calciatore svedese naturalizzato kosovaro, centrocampista dell'IFK Norrköping.

## Carriera

### Club
Cresce nelle giovanili della squadra svedese dell'AFC Eskilstuna, con cui ha fatto il suo debutto nella massima serie svedese nel 2019. Dal 2020 gioca nella seconda divisione svedese, sempre con il medesimo club, che lascia tuttavia nel dicembre 2021 alla scadenza contrattuale.
Nel gennaio 2022 si accorda con il Varberg, società militante nella massima serie, con cui firma un quadriennale. Vi rimane in realtà solo due anni, fino a quando i neroverdi retrocedono al termine dell'Allsvenskan 2023.
A partire dalla stagione 2024 diventa un giocatore dell'IFK Norrköping a fronte della firma di un contratto di tre anni.

### Nazionale
Debutta con la maglia della nazionale kosovara Under-21 il 6 giugno 2019 nella partita valida per le qualificazioni all'Europeo 2021, vinta per 0-4 contro Andorra.

## Statistiche

### Presenze e reti nei club
Statistiche aggiornate al 18 ottobre 2019.
| Stagione        | Squadra         | Campionato      | Campionato | Campionato | Coppe nazionali | Coppe nazionali | Coppe nazionali | Coppe continentali | Coppe continentali | Coppe continentali | Altre coppe | Altre coppe | Altre coppe | Totale | Totale |
| Stagione        | Squadra         | Comp            | Pres       | Reti       | Comp            | Pres            | Reti            | Comp               | Pres               | Reti               | Comp        | Pres        | Reti        | Pres   | Reti   |
| --------------- | --------------- | --------------- | ---------- | ---------- | --------------- | --------------- | --------------- | ------------------ | ------------------ | ------------------ | ----------- | ----------- | ----------- | ------ | ------ |
| 2019            | AFC Eskilstuna  | A               | 13         | 0          | CS              | 1               | 0               | -                  | -                  | -                  | -           | -           | -           | 14     | 0      |
| Totale carriera | Totale carriera | Totale carriera | 13         | 0          |                 | 1               | 0               |                    | -                  | -                  |             | -           | -           | 14     | 0      |

### Cronologia presenze e reti in nazionale
| Cronologia completa delle presenze e delle reti in nazionale ― Kosovo | Cronologia completa delle presenze e delle reti in nazionale ― Kosovo | Cronologia completa delle presenze e delle reti in nazionale ― Kosovo | Cronologia completa delle presenze e delle reti in nazionale ― Kosovo | Cronologia completa delle presenze e delle reti in nazionale ― Kosovo | Cronologia completa delle presenze e delle reti in nazionale ― Kosovo | Cronologia completa delle presenze e delle reti in nazionale ― Kosovo | Cronologia completa delle presenze e delle reti in nazionale ― Kosovo |
| Data                                                                  | Città                                                                 | In casa                                                               | Risultato                                                             | Ospiti                                                                | Competizione                                                          | Reti                                                                  | Note                                                                  |
| --------------------------------------------------------------------- | --------------------------------------------------------------------- | --------------------------------------------------------------------- | --------------------------------------------------------------------- | --------------------------------------------------------------------- | --------------------------------------------------------------------- | --------------------------------------------------------------------- | --------------------------------------------------------------------- |
| 12-1-2020                                                             | Doha                                                                  | Kosovo                                                                | 0 – 1                                                                 | Svezia                                                                | Amichevole                                                            | -                                                                     | 32’ 64’                                                               |
| Totale                                                                |                                                                       | Presenze                                                              | 1                                                                     |                                                                       | Reti                                                                  | 0                                                                     |                                                                       |

| Cronologia completa delle presenze e delle reti in nazionale ― Kosovo under 21 | Cronologia completa delle presenze e delle reti in nazionale ― Kosovo under 21 | Cronologia completa delle presenze e delle reti in nazionale ― Kosovo under 21 | Cronologia completa delle presenze e delle reti in nazionale ― Kosovo under 21 | Cronologia completa delle presenze e delle reti in nazionale ― Kosovo under 21 | Cronologia completa delle presenze e delle reti in nazionale ― Kosovo under 21 | Cronologia completa delle presenze e delle reti in nazionale ― Kosovo under 21 | Cronologia completa delle presenze e delle reti in nazionale ― Kosovo under 21 |
| Data                                                                           | Città                                                                          | In casa                                                                        | Risultato                                                                      | Ospiti                                                                         | Competizione                                                                   | Reti                                                                           | Note                                                                           |
| ------------------------------------------------------------------------------ | ------------------------------------------------------------------------------ | ------------------------------------------------------------------------------ | ------------------------------------------------------------------------------ | ------------------------------------------------------------------------------ | ------------------------------------------------------------------------------ | ------------------------------------------------------------------------------ | ------------------------------------------------------------------------------ |
| 6-6-2019                                                                       | Andorra la Vella                                                               | Andorra under 21                                                               | 0 – 4                                                                          | Kosovo under 21                                                                | Qual. Europeo Under-21 2021                                                    | -                                                                              | 66’                                                                            |
| Totale                                                                         |                                                                                | Presenze                                                                       | 1                                                                              |                                                                                | Reti                                                                           | 0                                                                              |                                                                                |